# Казнь робеспьеристов
Казнь робеспьеристов — условное название двух массовых казней на гильотине, которые произошли в Париже 28 и 29 июля 1794 года (10 и 11 термидора III года Республики соответственно), после термидорианского переворота. Максимилиан Робеспьер и его сторонники были отстранены от власти, попытались поднять восстание, но потерпели неудачу и были объявлены вне закона. 28 июля были казнены сам Робеспьер, Луи Антуан Сен-Жюст и ещё 20 человек, а 29 июля — 71 функционер Парижской Коммуны, поддержавший восстание. Вторая казнь стала самой массовой за всё время Великой французской революции.

## Список казнённых
28 июля (10 термидора)
- Максимилиан Робеспьер
- Луи Антуан Сен-Жюст
- Жорж Кутон
- Филипп Франсуа Жозеф Леба
- Огюстен Робеспьер
- Франсуа Анрио
- Жан-Батист Флёрио-Леско
- Рене-Франсуа Дюма
- Антуан Симон
- Жан-Батист де Лавалетт
- Клод Франсуа де Пайян
- Жак-Клод Бернар

29 июля (11 термидора)